# Jean Adam
Jean Adam (o Adams) (30 de abril de 1704-3 de abril de 1765) fue una poetisa escocesa de clase trabajadora.

## Primeros años
Nacida en Greenock dentro de una familia de marineros, su obra más famosa (aunque la autoría no estuvo clara durante algún tiempo) es «There's Nae Luck Aboot The Hoose», una historia sobre la mujer de un marinero y su regreso del mar. Se dice que Robert Burns alabó su calidad en 1771, algunos años después de la muerte de Adam.
Adam recibió una educación que se limitó a leer, escribir y coser. Conoció por primera la poesía cuando leyó los primeros pasajes del romance The Countess of Pembroke's Arcadia (1590) de sir Philip Sidney mientras trabajaba en el servicio doméstico un ministro. Fue también ahí donde conoció las obras de John Milton y las traducciones de los clásicos.

## Carrera
Inspirada por sus lecturas, empezó a escribir poesía con la ayuda de Mr Drummon, recolector de impuestos en las aduanas. Su obra Miscellany poems, fue publicada por James Duncan en 1734. Tenía unos 150 suscriptores, incluyendo agentes de aduana, mercaderes, clérigos, artesanos locales, y el magnate Thomas Craufurd, laird de Cartsburn, a quién le dedicó el libro. El prefacio contenía información sobre su estatus y consistía de 80 poemas, casi todos sobre temas religiosos y morales. Su obra no obtuvo buenas ventas y la situación económica de Adam empeoró tras usar sus ahorros para enviar un número elevado de copias a Boston, EE. UU., en un intento fallido de alcanzar el éxito en América.
Trabajó durante muchos años en una escuela en Cartsdyke, su lugar de nacimiento. Después de 1751 dejó este trabajo para dedicarse al trabajo doméstico el resto de su vida. Incapaz de recuperar el éxito fugaz que obtuvo, Jean Adams murió en la pobreza en Glasgow el 3 de abril de 1765, después de que se dijera que se le había visto vagabundeando por las calles.

## Sus trabajos
- Miscellany Poems. Por Jane Adams,Crawfordsdyke (Glasgow, 1734)
- «Allí ha Nae Suerte Aboot El Hoose» (canción; attrib.)